# Huacheng International Development Mansion
La Huacheng International Development Mansion (华成国际发展大厦) est un gratte-ciel de 160 mètres de hauteur (hauteur du toit), construit à Hangzhou de 2005 à 2010 . Avec l'antenne, la hauteur maximale de l'immeuble est de 188 mètres.
L'immeuble abrite des bureaux sur 35 étages.